# Shake It Up: Live 2 Dance
Shake It Up: Live 2 Dance (en Latinoamérica A Todo Ritmo: Live 2 Dance) es la segunda banda sonora para la serie original Shake It Up. Fue lanzada el 20 de marzo de 2012. El primer sencillo, "Up, Up, and Away" realizado por Blush, fue lanzado el 14 de febrero de 2012. Cada canción estaba disponible para escuchar en la radio de Disney Planet Premiere tres días antes del lanzamiento de la banda sonora y en RadioDisney.com, con exclusión de las pistas Deluxe Edition de la prima y la Target, temas exclusivos (con la excepción de "La Estrella de IR", que se emitió al aire ese día).

## Sencillos
El primer sencillo fue "Up, Up, and Away" por Blush el cual fue lanzado el 14 de febrero de 2012. El video musical tenía la letra y videoclips de un episodio de Shake It Up con Blush cantando la música. El segundo sencillo fue "Something to Dance For" por Zendaya y el video incluye la versión de mash-up de la banda sonora con Bella Thorne' "TTYLXOX", que fue el tercer sencillo. Las dos canciones fueron lanzadas el 6 de marzo de 2012. Ambos, "Something to Dance For" y "TTYLXOX", también se incluyeron en dos episodios diferentes de "Shake It Up." "Something to Dance For" fue el "Apply It Up", y "TTYLXOX", el  "Judge It Up".

## Lista de canciones CD
Listado de la pista obtenida de Amazon.com, Barnes & Noble:
| N.º | Título                                                                             | Escritor(es)                                                           | Duración |  |
| 1.  | «Whodunit» (Adam Hicks & Coco Jones)                                               |                                                                        | 2:20     |  |
| 2.  | «TTYLXOX» (Bella Thorne)                                                           |                                                                        | 2:35     |  |
| 3.  | «Something to Dance For» (Zendaya)                                                 | Jeannie Lurie, Aris Archonits, Cheen Neeman                            | 2:43     |  |
| 4.  | «Up, Up, and Away» (Blush)                                                         | Niclas Molinder, Joacim Persson, Johan Alkenas, Jacqueline M. Cummings | 3:01     |  |
| 5.  | «Show Ya How» (Adam Irigoyen & Kenton Duty)                                        |                                                                        | 2:21     |  |
| 6.  | «Make Your Mark» (Drew Ryan Scott)                                                 | Drew Ryan Scott                                                        | 3:37     |  |
| 7.  | «Don't Push Me» (Coco Jones)                                                       |                                                                        | 2:40     |  |
| 8.  | «Turn It On» (Amber Lily)                                                          | Amber Lily Solberg, Ben Charles                                        | 2:37     |  |
| 9.  | «Moves Like Magic» (Adam Trent)                                                    | Jeannie Lurie, Aris Archontis and Chen Neeman                          | 2:50     |  |
| 10. | «Critical» (TKO & Nevermind)                                                       |                                                                        | 3:02     |  |
| 11. | «Bring the Fire» (Ylwa)                                                            | Niclas Molinder, Joacim Persson, Jonas Thander, Drew Ryan Scott        | 3:03     |  |
| 12. | «Where's the Party» (Jenilee Reyes ft.Miranda O'Briant (Dexule Bonus Track iTunes) |                                                                        | 2:56     |  |
| 13. | «Surprise» (TKO, Nevermind, SOS)                                                   |                                                                        | 2:58     |  |
| 14. | «Something to Dance For/TTYLXOX Mash-Up» (Bella Thorne & Zendaya)                  |                                                                        | 2:44     |  |

- All writing and production credits are taken from Shake It Up: Live 2 Dance album booklet.

## Gráficos
| Gráficos (2012)                | Peak Posición |
| ------------------------------ | ------------- |
| Canadian Albums Chart          | 99            |
| U.S. Billboard 200             | 13            |
| U.S. Billboard Top Soundtracks | 2             |
|                                |               |